# Robert Dilworth
Robert Dilworth   (Hemet, 2 de desembre de 1914 - Califòrnia, 29 d'octubre de 1993), conegut com a Bob Dilworth per amics i familiars, va ser un matemàtic estatunidenc.
Dilworth va estudiar a l'Institut Tecnològic de Califòrnia, en el qual es va doctorar el 1939 sota la supervisió de Morgan Ward. Des de 1939 va ser professor de la universitat Yale fins al 1943, quan va retornar a Caltech, on va fer la resta de la seva carrera acadèmica. El seu camp de treball va ser la teoria de reticles, tema sobre el que va publicar un llibre fonamental en col·laboració amb Peter Crawley: Algebraic Theory of Lattices (Teoria Algebraica de Reticles) (1973). També va publicar una trentena d'articles científics sobre el tema. A més de les seves activitats acadèmiques, durant la Segona Guerra Mundial va col·laborar amb la 8a Força Aèria i des de 1955 fins a 1976 va ser consultor de l'Agència de Seguretat Nacional.